# Piłka wodna na Mistrzostwach Świata w Pływaniu 2024
Zawody w piłce wodnej na 21. Mistrzostwach Świata w Pływaniu odbywały się w dniach 4 – 17 lutego 2024 na Pływalni Aspire Dome w stolicy Kataru, Dosze. Zostały rozegrane dwie konkurencje - turniej kobiet oraz mężczyzn.

## Medaliści
| Konkurencja                  | Złoto             | Srebro | Brąz      |
| Turniej mężczyzn (szczegóły) | Chorwacja         | Włochy | Hiszpania |
| Turniej kobiet (szczegóły)   | Stany Zjednoczone | Węgry  | Hiszpania |

## Klasyfikacja medalowa
*   Gospodarz ( Katar)
| Miejsce | Reprezentacja     | Złoto | Srebro | Brąz | Razem |
| ------- | ----------------- | ----- | ------ | ---- | ----- |
| 1       | Chorwacja         | 1     | 0      | 0    | 1     |
| 1       | Stany Zjednoczone | 1     | 0      | 0    | 1     |
| 3       | Węgry             | 0     | 1      | 0    | 1     |
| 3       | Włochy            | 0     | 1      | 0    | 1     |
| 5       | Hiszpania         | 0     | 0      | 2    | 2     |
| Razem   | Razem             | 2     | 2      | 2    | 6     |